# Ken Kutaragi

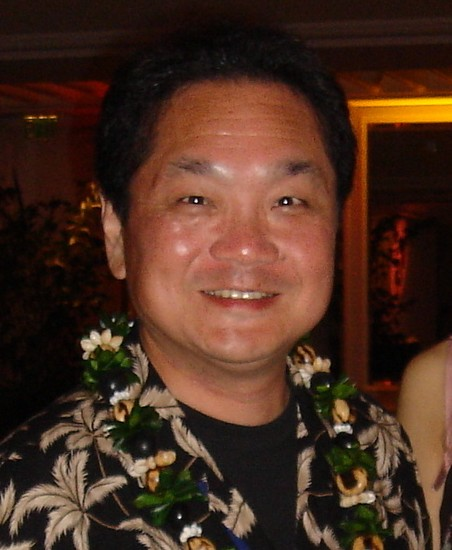
Ken Kutaragi

Ken Kutaragi (Tóquio, 2 de agosto de 1950) é um engenheiro e criador da linha de consoles de videogame PlayStation da Sony.
Nascido em Tóquio, Japão, Ken se graduou em Engenharia Elétrica em 1975 e começou a trabalhar nos centros de pesquisa de novos produtos da Sony.
Ganhou reputação por ser um solucionador de problemas em protótipos de televisão e rádio. Mais tarde desenvolveu projetos como telas de cristal líquido e câmeras digitais.
Mas foi no início dos anos 90 que Kutaragi daria o grande passo de sua carreira: ele concebeu um projeto de videogame, batizado de "Play Station" (PS) que seria a expansão de CD-ROM do Super Nintendo. Como a Nintendo desistiu e o projeto não foi adiante, Kutaragi convenceu a Sony a fazer do PlayStation um console novo. Nascia assim em 1993, a Sony Computer Entertainment presidida por ele.
Lançado no final de 1994, o PlayStation foi um enorme sucesso contribuindo até mesmo para tirar toda divisão da Sony da margem de prejuízo. Nos anos subsequentes Kutaragi cuidou para que a linha de consoles da Sony continuasse sendo um sucesso comercial, lançando novas versões como o PlayStation 2 (2000) e PSP (2004).
Em 2005 apresenta o PlayStation 3 ao público na E3 clamando ser o videogame revolucionario. Em 2006, Kutaragi deixa o cargo executivo da Sony Computer Entertainment para se dedicar ao projeto Cellius, uma softhouse conjunta entre Sony e Namco Bandai.

## Reconhecimento
- Em abril de 2004, a revista TIME nomeou Kutaragi como uma das 100 pessoas mais influentes do planeta.[3]
- A CNN em 2003 o considerou um dos mais importantes executivos da era digital.[4]